# Dendrocitta frontalis
La dendrogazza dal collare (Dendrocitta frontalis Horsfield, 1840) è un uccello passeriforme appartenente alla famiglia Corvidae.

## Etimologia
Il nome scientifico della specie, frontalis, deriva dal latino e significa "frontale", con riferimento alla livrea di questi uccelli.

## Descrizione

### Dimensioni
Misura 38 cm di lunghezza, per 100 g di peso.

### Aspetto

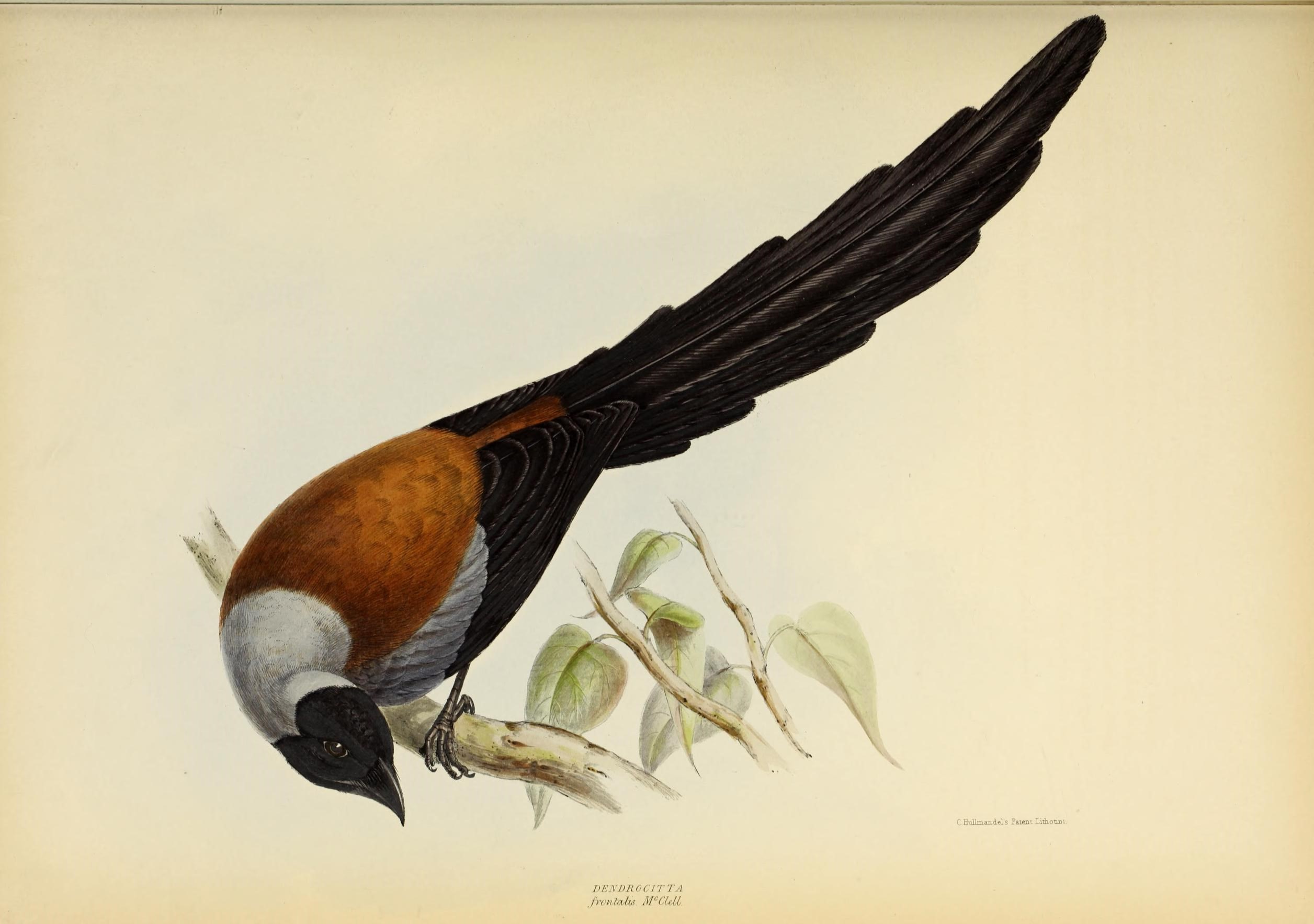
Illustrazione del 1849.

Si tratta di uccelli dall'aspetto robusto, muniti di testa arrotondata, becco conico forte e visibilmente ricurvo verso il basso, forti zampe, ali digitate e lunga coda rettangolare, con le penne che tendono ad allargarsi verso la punta: nel complesso, la dendrogazza panciabianca ricorda molto nell'aspetto le altre dendrogazze, in particolare la dendrogazza ventrebianco, rispetto alla quale presenta corporatura più massiccia, coda più corta e bianco ventrale meno esteso.
Il piumaggio è nero su fronte, vertice, faccia, gola e parte superiore del petto, così come sulle remiganti e sulla coda: nuca, tempie lati del collo e spalle sono di colore bianco, che sfuma nel grigio cenere sul petto, a formare un collare chiaro (caratteristica questa dalla quale deriva il nome comune della specie). Il resto delle ali (tranne le copritrici, che sono di color grigio topo), il dorso, il codione, i fianchi ed il ventre sono infine di color nocciola.
Il becco e le zampe sono di colore nerastro, mentre gli occhi sono di color bruno scuro.

## Biologia
Le dendrogazze dal collare sono uccelli essenzialmente diurni e arboricoli, che vivono da soli o in piccoli gruppi, passando la maggior parte della giornata alla ricerca di cibo (tenendosi in contatto fra loro mediante una varietà di vocalizzazioni, fra le quali dei richiami gracchianti che ricordano vagamente dei miagolii) e verso sera si ritirano nel folto della vegetazione arborea per passare la notte al riparo da eventuali pericoli.

### Alimentazione
Si tratta di uccelli onnivori, che si nutrono soprattutto di invertebrati e delle loro larve (catturando ad esempio le termiti in volo durante lo sciamare), ma anche di piccoli vertebrati, frutta, bacche e granaglie.

### Riproduzione
La stagione degli amori va da aprile a luglio: si tratta di uccelli monogami, le cui coppie collaborano nella costruzione del nido (una struttura a coppa costruita nel folto di una macchia di bambù, generalmente sul limitare di un bosco, intrecciando finemente rametti e fibre vegetali ed imbottendo l'interno con materiale più soffice, come foglie di felci), nella cova delle 3-5 uova (che viene portata avanti per una ventina di giorni dalla sola femmina, col maschio che staziona di guardia nei pressi del nido e si occupa di reperire il cibo per sé e per la compagna) e dell'allevamento dei nidiacei, i quali, ciechi ed implumi alla schiusa, divengono virtualmente indipendenti a circa un mese e mezzo dalla nascita.

## Distribuzione e habitat
La dendrogazza dal collare popola un areale che comprende le propaggini sud-orientali dell'Himalaya e l'alto corso del Brahmaputra, dalBhutan sud-orientale allo Yunnan occidentale, attraverso Assam orientale, Arunachal Pradesh, Tibet sud-orientale e Birmania centro-settentrionale: una popolazione apparentemente isolata è inoltre presente nel nord del Tonchino.
L'habitat di questi uccelli è rappresentato dalla foresta pluviale pedemontana e montana, sia primaria che secondaria: questi uccelli amano inoltre le aree con copertura a bambù.

## Tassonomia
Nonostante la popolazione disgiunta vietnamita venga da alcuni classificata come sottospecie a sé stante col nome di D. f. kurodae, la maggior parte degli autori considera la specie come monotipica.